# Stomu Yamashta
Stomu Yamashta, ook gespeld als Stomu Yamash'ta (Japans: 山下勉, Yamashita Tsutomu) (Kyoto, 15 maart 1947) is een Japans percussionist, keyboardspeler en componist.
Hij studeerde jazzdrummen aan de Berklee School of Jazz. Hij speelde onder andere bij het Chicago Chamber Orchestra en de rockgroep Come to The Edge. Hij was ook lid van de supergroep Go, samen met Steve Winwood, Al DiMeola, Klaus Schulze en Michael Schrieve. Hij componeerde onder andere voor het Britse Royal Ballet, voor de soundtrack van David Bowies film The Man Who Fell To Earth en voor Ken Russells The Devils.

## Discografie
- Red Buddha (1971)
- Henze/Takemitsu/Maxwell Davies(1972, heruitgebracht op CD in 1990)
- Contemporary Works (1972)
- Floating Music (1972)
- Stomu Yamashta's Red Buddha Theatre: De soundtrack van "The Man from the East" (1973 Live)
- Freedom Is Frightening (1973)
- Takemitsu Ishi (1973)
- One by One (1974, Soundtrack)
- Raindog (1975)
- Go (1976)
- Go Live From Paris (1976)
- Go Too (1977)
- Iroha (1981)
- Iroha-sui (1982)
- Tempest (1982, Soundtrack)
- Iroha-ka (1983)
- Sea and Sky (1983)
- Solar Dream, Vol. 2: Fantasy of Sanukit (1990)
- Solar Dream, Vol. 1: The Eternal Present (1993)
- Solar Dream, Vol. 3: Peace and Love (1997)
- A Desire of Beauty & Wonder Stone Part 1(1999)
- Listen to the Future, Volume 1 (2001)
- Tofu(2002)

Zijn Space Theme werd gebruikt door de BBC op The Hitchhiker's Guide to the Galaxy (radio).